# Sorgenfrei-Tornquistzonen
Sorgenfrei-Tornquistzonen, også kaldet Tornquistlinjen (opkaldt efter den danske geolog Theodor Sorgenfrei og den tyske geolog Alexander Tornquist) er en geologisk deformationszone i det nordlige og østlige Centraleuropa. Zonen er den pladetektoniske grænse mellem det Baltiske Skjold, der består af grundfjeld og Avalonia, der består af sedimentære bjergarter. Den geologiske svaghedszone adskiller to områder af den store Eurasiske Kontinentalplade.

## Beliggenhed
Tornquistzonen strækker sig fra Dobrogea ved Sortehavet gennem Polen og den sydlige Østersø via Bornholm, Skåne, Nordsjælland og Kattegat til Vendsyssel og Thy. Nord for Rügen deler Tornquistlinjen sig i en nordlig gren, Sorgenfrei–Tornquist-zonen, og en sydlig gren, den Transeuropæiske Forkastningszone, eller Dobruja-Nordsølinjen. Mellem de to grene er grundfjeldet kun dækket af relativt tyndt yngre lag.
I Sverige løber Sorgenfrei-Tornquistzonen diagonalt gennem Skåne fra sydøst til nordvest og betragtes som grænsen mellem landskabsformerne, der er typiske for Sverige og landskabsformerne, der er typiske for Danmark og det europæiske kontinent.

## Geologisk baggrund
Tidspunktet for kollisionen mellem de to kontinentalplader er kontroversiel. Den fandt tidligst sted i Sen Ordovicium og var sandsynligvis afsluttet ved udgangen af Silur. Tornquistzonens maksimale alder er således omkring 460 millioner år.
Tornquistzonen adskiller to områder med forskellig struktur i jordskorpen: øst for zonen har skorpen en tykkelse på omkring 45 km, og har primært sin oprindelse i Prækambrium; vest for zonen har skorpen en gennemsnitlig tykkelse på omkring 30 km og er en følge af den variskiske foldning i kultiden. På jordoverfladen er det næsten kun muligt at påvise Tornquistzonen med geofysiske metoder såsom seismiske undersøgelser eller gravimetriske målinger, da zonen er næsten fuldstændigt dækket af yngre aflejringer. Grundfjeldet er kun synligt få isolerede steder, f.eks Świętokrzyskiebjergene i Polen, Sudeterne og Dobrogea. Kun gennem talrige dybe boringer er man nået lag, der har været berørt af kollisionen i Ordovicium. Zonen kan spores ved en række geologiske sedimentbassiner, hvor omfattende mesozoiske sedimenter er blevet opsamlet. Fra nordvest til sydøst er det Det Norsk-danske Bassin, det Danske Bassin og det polske trug. Langs Polens den sydlige grænse og i Rumænien er Tesseyre-Tornquistzonen påvirket af Karpaternes foldning.
Kollisionzonen, der opstod som efterspil af den alpine foldning (Alpernes opståen) for omkring 100 millioner år siden i kridt- og tertiærtiden, skabte flere geologiske formationer i Skåne, blandt andet horstene Hallandsåsen, Kullen, Romeleåsen, Linderödsåsen, Söderåsen og Nävlingeåsen samt Vomb bassinet.

## Jordskælv i nyere tid
Forskelle i tektoniske bevægelser mellem pladerne skaber spændinger, der kan udløses i form af jordskælv. Adskillige mere eller mindre kraftige jordskælv forekommer regelmæssigt langs Sorgenfrei-Tornquistzonen. Danmark bliver ofte ramt af mindre jordskælv med udspring i zonen, som kun seismografer registrerer. Enkelte skælv kan dog mærkes:
- 1841. Et jordskælv i Thy muligvis 5 på richterskalaen medførte skader på huse og synlige sætninger i jordoverfladens muld og kunne mærkes i Holsten og Norge.[4]
- 15. juni 1985 ramte et jordskælv 4,5 på richterskalaen Nordsjælland med epicenter i havet nord for Gilleleje og kunne mærkes nordpå til Anholt og sydpå til Lolland-Falster.
- 16. december 2008 06:20 kom et jordskælv med epicenter i Skåne med styrke 4,7. Det største jordskælv i Danmark i nyere tid, som førte til enkelte småskader på møbler i københavnske boliger.
- 19. februar 2010 om aftenen et skælv på cirka 4,5 på richterskalaen i Nordvestjylland.[4]
- 6. august 2012 04:57 et skælv på cirka 4,4 på richterskalaen. Jordskælvet havde epicenter i Kattegat lige sydøst for Anholt og kunne mærkes i dele af Danmark, Halland og Skåne. Hypocentret lå cirka 5,8 km nede i jorden.[5][6][7]
- 17. august 2014 00:37 Bornholm ramt af et mindre jordskælv (2,6 på Richterskalaen).[8]

## Geotermisk energi
På grund af den forskellige i tykkelse af jordskorpen, er varmen fra Jordens indre væsentligt forskellig på de to sider af Sorgenfrei-Tornquistzonen. Man har gennem prøveboringer kunnet måle at vandtemperaturerne ved 3000 meters dybde ligger på mellem 80 og 110 °C. De geotermisk varmeværker i Thisted, på Amager og i Sønderborg udnytter den geotermiske energi på vestsiden af Sorgenfrei-Tornquistzonen.